# Адил Бешич (лагерь)
Лагерь Адил Бешич являлся концентрационным лагерем для сербов, расположенным в бывших казармах Югославской народной армии (ЮНА) «27 июля»/«Адил Бешич» в Бихаче. Он был расположен над стадионом футбольного клуба Jedinstvo Bihać недалеко от аэропорта Бихач. В 1994-1996 годах казармы служили лагерем, но также и центром сбора пленных членов Армии Республики Сербской (VRS), Министерства внутренних дел Республики Сербской (RS MUP), Армии Республики Сербской Краины (VRSK) и гражданских лиц.

## Функционирование лагеря
Заключенных запирали в складских помещениях, подвалах, жестяном ангаре, специальной комнате, называемой следственным изолятором, прачечной (по свидетельствам заключенных, для заключенных использовались четыре комнаты: три поменьше на 10-15 человек и одна побольше на 30 заключенных). Заключенные из других мест содержания под стражей были доставлены в этот лагерь, особенно из других мест содержания под стражей в районе Бихач, а также после захвата муниципалитетов Сански-Мост, Босанска Крупа, Босански Петровац и части муниципалитета Казин Армией Боснии и Герцеговины в сентябре-октябре 1995 года. Лагерь находился под контролем Армии Боснии и Герцеговины, надзирателем был Джулич Эльвир-«Жук» до 10 октября 1995 года, а его заместителем - Каукович Хусейн-Каук. Спасич / Спахич был надзирателем, а его заместителем был Хркич, охранник в 1995 году. С 1 января 1996 года до расформирования лагеря (27 января 1996 года) надзирателем был некий Муниб, а надзирателем концлагеря являлся некий лейтенант Майл, серб по национальности. Различные источники данных (обычно определенные списки) говорят о разном количестве сербских заключенных в этом лагере. Бараки функционировали как лагерь до 27 января 1996 года, он продолжил работу в течение двух месяцев после подписания Дейтонских соглашений.

## Обращение с заключёнными
С узниками концлагеря обращались бесчеловечно, жестоко и вопреки всем международным конвенциям о военнопленных, особенно тех, которые имели воинские звания или находились в миномётных частях. Методы жестокого обращения в этом лагере были аналогичны тем, что применялись в других лагерях, хотя были методы, характерные только для этого лагеря. Они отличались жестокостью в обращении с заключенными: Будинович Осман-Шатирани, Каукович Хусейн-Каук, следователь Комич Кемаль, следователь Липовача Кемаль, следователь Муянович Исмет, Мустафич Эмир, следователь Самарджия Любиша, военный полицейский Талич Иран- охранник «Аркан Хайсим», Гадживенц охранник Гадживенц Ходзич Осман, военный полицейский Будимлич-Росасти, помощник заместителя командира лагеря Асмир-Ако, некий Асима, некоторые члены Хорватского совета обороны и другие. Некоторые заключенные свидетельствуют о том, что они подверглись насилию со стороны Эмира Хркича и Златко Хркича, офицера военной полиции. Приказы о жестоком обращении с заключенными издал офицер безопасности Армии Республики Боснии и Герцеговина Адил Ружнич, который лично допрашивал большинство заключенных и угрожал им. Лагерь посещали генералы Расим Делич (заключенные выстраивались в очередь, и он словесно унижал и оскорблял их) и Атиф Дудакович, который иногда допрашивал заключенных, особенно офицеров. После освобождения из лагеря у узников были длительные физические и психологические последствия, и все они были заметно худыми (некоторые до 50 кг). В результате пыток в лагере некоторые люди скончались во время заключения, другие сбежали из него.